# Kings Bay

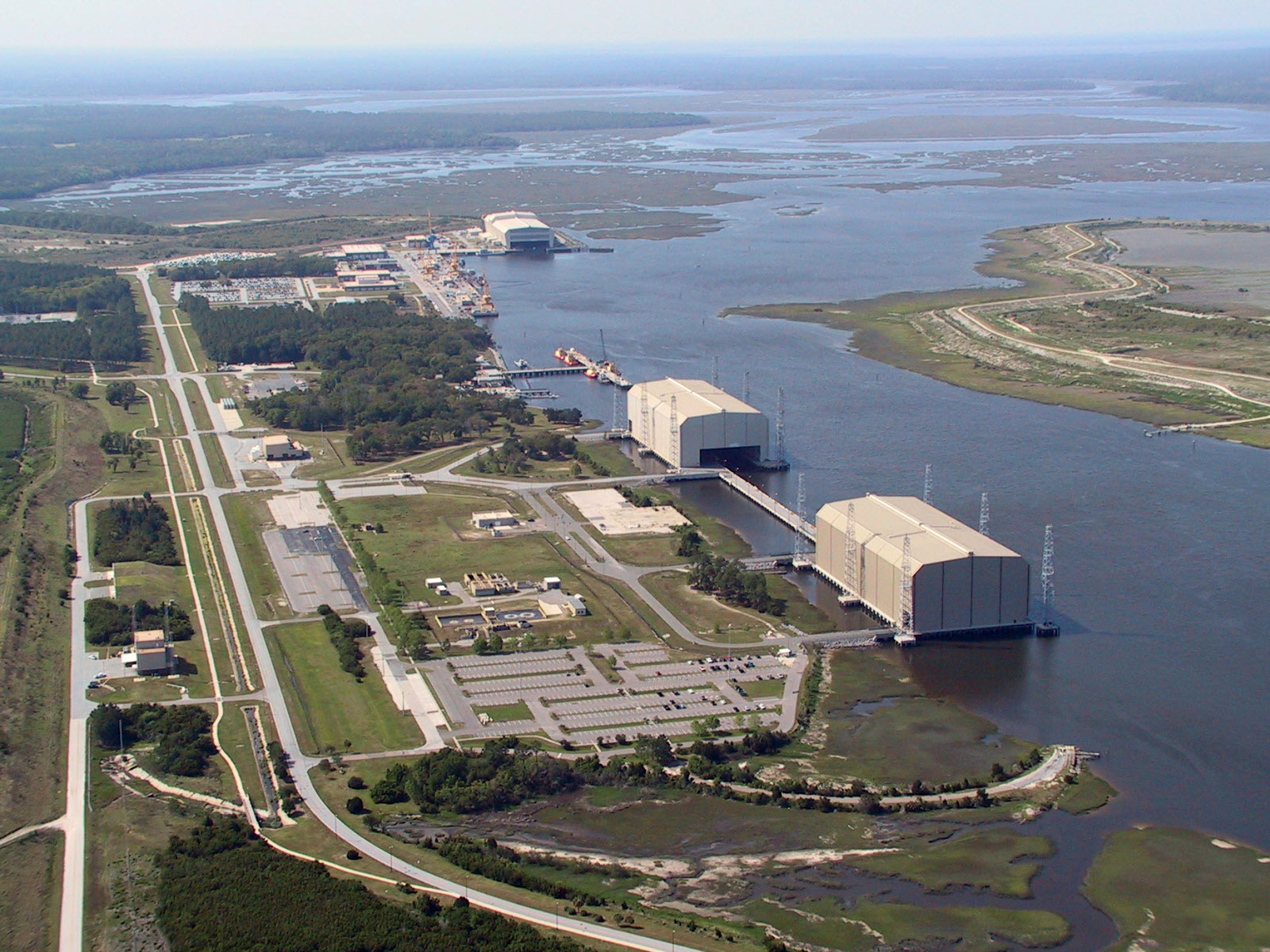
Vista de l'Empresa de Kingsbay, a l'estiu

Kings Bay AS és una empresa pública propietat del Ministeri noruec de Comerç i Indústria, que opera tot l'assentament de Ny-Ålesund, a Svalbard. La companyia proporciona tot de coses a l'arxipèlag, com el transport (incloent l'aeroport de Ny-Ålesund Aeroport, Hamnerabben), de béns arrels, el subministrament de poder i d'aigua, la restauració i altres instal·lacions necessàries. L'empresa també és responsable d'administrar Bjørnøen AS, una empresa governamental que té la totalitat de l'illa de Bjørnøya (Illa dels Ossos).
La companyia va ser fundada el 1916 amb el nom de Kings Bay Kull Company amb la intenció d'operar en una mina de carbó. Més tard fou nacionalitzada, i el 1962 la mina va tancar en el context d'una crisi política a Noruega coneguda com com l'Afer de Kings Bay. Posteriorment es va instal·lar un complex d'investigació a Ny-Ålesund, a càrrec de l'empresa. De 1964 a 1974, a través d'un acord amb l'Organització Europea d'Investigació Espacial, l'illa va allotjar una estació de telemetria per satèl·lit. El 1974 l'empresa va reprendre les operacions. A la dècada del 1990 les activitats de recerca es van expandir a Ny-Ålesund. El 1998 Kings Bay Kull Compani AS va canviar el seu nom a Kings Bay AS, eliminant la referència al carbó.